# Ратислово (Владимирская область)
Ратислово — село в Юрьев-Польском районе Владимирской области России. Входит в состав Красносельского сельского поселения.

## География
Расположено в 24 км на юг от районного центра города Юрьева-Польского.

## История
В течение XVIII века в селе существовала деревянная церковь. В 1802 году тщанием помещика Андрея Александровича Козьмина-Короваева была построена каменная двухэтажная церковь с престолами: на верхнем этаже в честь Покрова Пресвятой Богородицы и на нижнем этаже в честь Казанской иконы Божьей Матери. В 1896 году приход составляли село Ратислово и деревни Клематино, Новосеково, Нефедовка, Кривцово и Михаляево. Дворов в приходе 166, душ мужского пола 466 и женского пола 486 душ. В 1960-е годы церковь была полностью разрушена.
В селе сохранился трехэтажный усадебный дворец, которым владели владимирские дворяне, затем Апраксины и Цивелевы. Здесь сейчас детский специнтернат, от былого великолепия сохранились пруды и службы.
В конце XIX — начале XX века село входило в состав Семьинской волости Юрьевского уезда, с 1924 года после укрупнения волостей село являлось центром Калининской волости Юрьев-Польского уезда. 
С 1929 года село являлось центром Калининского сельсовета Юрьев-Польского района, с 1935 по 1963 год — в составе Небыловского района, с 1977 года — в составе Авдотьинского сельсовета Юрьев-Польского района, с 2005 года — в составе Красносельского сельского поселения.

## Население
| 1859 | 1905 | 2002 | 2010 | 2021 |
| ---- | ---- | ---- | ---- | ---- |
| 284  | ↘249 | ↘158 | ↘82  | ↘73  |

## Инфраструктура
В селе имеется ГКСОУ ВО «Ратисловская специальная (коррекционная) общеобразовательная школа-интернат».

## Достопримечательности
Действующая деревянная церковь Казанской иконы Божией Матери (2006-2010), ансамбль усадьбы Апраскина начала XVIII века.